# VMU
Visual Memory Unit (pol. Wizualna Jednostka Pamięci) – karta pamięci wykorzystywana przez konsolę Dreamcast firmy Sega. W odróżnieniu od innych kart pamięci, VMU posiada mały wyświetlacz LCD i zestaw przycisków, które przypominają te z przenośnej konsoli Game Boy. VMU wpina się bezpośrednio do joypadu. Podczas gry na małym ekranie pojawiają się informacje dotyczące gry, obrazki, tudzież podpowiedzi.
Niektóre gry, takie jak Sonic Adventure umożliwiają skopiowanie specjalnego oprogramowania na VMU, dzięki czemu możliwe jest granie na niej bez potrzeby połączenia z konsolą. Oprócz tego karta pamięci umożliwia zobaczenie aktualnej godziny dzięki wbudowanemu zegarowi. VMU dostępny jest w kilku kolorach, najczęściej występujące to niebieski (wykonany z przezroczystego, niebieskiego plastiku) i biały (widoczny na zdjęciu).
Oprócz samego VMU na konsolę Dreamcast pojawiły się inne, nieoficjalne karty pamięci, które oprócz tego, że są tańsze, oferują większą pojemność niż oryginalny, jednak nie posiadają wyświetlacza.